# Venetói nacionalizmus
A venetói nacionalizmus (olaszul: venetismo, azaz „venetizmus”) egy nacionalista, de elsősorban regionalista mozgalom, amely Olaszországban Veneto régió és a Velencei Köztársaság egykori területén jellemző. A mozgalom követői Veneto és az egykori Velencei Köztársaság területén nagyobb autonómiát szeretne illetve elősegíteni a velencei nyelv és kultúra újrafelfedezését. Paolo Possamai vicenzai születésű író szerint a venetismo nem más, mint „A venetóiak és velenceiek azon erőfeszítése, hogy elismerjék kultúrájukat és autonómiájukat”.

## Történelmi háttér
A Velencei Köztársaság amely 697 és 1797-ig, 1100 évig állt fenn, az akkori világ első modern köztársaságai közé tartozott. Miután a Genovai Köztársasággal folytatott hosszú háborúban legyőzték a Genovai Köztársaságot, a Velencei Köztársaság vált a legnagyobb hatalmú állammá a mediterrán térségben. A köztársaság a Pó-síkság legnagyobb részét uralta, emellett a mai Szlovénia, Horvátország és Görögország területén is voltak fennhatóságuk alá tartozó területek. Így vált a Velencei Köztársaság a 14. és 16. század között a nyugati világ egyik vezető hatalmává. Az itáliai háborúk következtében a köztársaság lassú hanyatlásnak indult. 1797-ben a Campo Formió-i béke értelmében a terület két nagyhatalom megszállása alá került: Velence, Isztria és Dalmácia a Habsburg Birodalomhoz került, míg a köztársaság többi területe francia forradalmi csatlós államok fennhatóság alá került. Napóleon bukása után a terület osztrák kézbe került, a Lombard–Velencei Királyság része lett. 1848-ban az itáliai forradalmak sorában a velenceiek is fellázadtak a Habsburg uralom ellen és rövid időre kikiáltották a Szent Márk Köztársaságot.
1866-ban az porosz–osztrák–olasz háborút lezáró prágai béke értelmében Velencét és Veneto tartományt a Habsburgok átengedték az Olasz Királyságnak. A királysághoz népszavazás útján kerültek, ahol a többség az olasz egységállamhoz való csatlakozást támogatta: 1866. októberében váltak a királyság területévé.
A csatlakozást követő időszakban sokan emigráltak Észak és Dél-Amerikába, főleg Brazíliába és Argentínába (1876 és 1900 között 1.787.783 fő vándorolt ki, a terület akkor magába foglalta a mai Veneto és Friuli-Venezia Giulia régiókat.), közben megtartották saját kultúrájukat és nyelvüket, annyira hogy Rio Grande do Sul államban élő velenceiek leszármazottjai a mai napig egymást közt a talian nyelvet beszélik.

### Két világháború és a köztes időszak

Triveneto térképe

Az első világháború után megerősödtek a velencei autonomista mozgalmak, köztük sok baloldali és jobboldali szervezet jött létre. 1920-ban a szocialista és köztársasági szellemiségű, trevisói székhelyű La Riscossa napilapban egy cikkben azt írta, hogy „Az olasz egységállamnak nincs értelme”. Guido Bergamo az Olasz Republikánus Párt képviselője azt írta, hogy „A venetói probléma olyan égető, hogy fenn kell tartanunk a velenceiek lázadását. Állampolgárok, ne fizessünk adót, ne ismerjük el a római központi kormányt, üldözzük el a prefektusokat, az adóbevételeket fordítsuk Veneto javára!”.
Benito Mussolini hatalomra kerülésével veszélybe kerültek az autonomista törekvések: Mussolini betiltatta a venetói nyelv iskolákban való tanítását. A második világháborút követően az Olasz Köztársaság kikiáltása után a venetói autonómiai törekvéseket támogatók elvesztették jelentőségüket. Annak ellenére, hogy Mussolini a velencei nyelvet be akarta tiltatni, ezen kísérletet megbukott. A tartomány Mussolini után az Olaszország politikai életét 1948 és 1992 között meghatározó és állandó kormánypárt az Olasz Kereszténydemokrata Párt egyik fellegvárává vált, ami a tartomány erős katolikus egyházzal való kötődésének köszönhető.
A második világháborúig létezett az úgynevezett Három Veneto (Triveneto) területe: Venezia Euganea (mai Veneto és Friuli-Venezia Giulia régióból Pordenone és Udine megye területe), Venezia Tridentina (mai Trentino-Alto Adige) és Venezia Giulia (Friuli-Venezia Giuliából Trieszt megye, illetve Szlovénia nyugati része és Horvátországon belül az Isztriai-félsziget területét fedi le), ez 1948-ban megszűnt, ugyanis az Olasz Alkotmány különleges jogállású régiónak minősítette Friuli-Venezia Giuliát és Trentino-Alto Adigét. Trentino-Alto Adige a régi Venezia Tridentina (és az osztrák Tirol 1919-ben elfoglalt déli területrészeit) területét fedte le, míg Friuli-Venezia Giulia esetében a tartományhoz csatolták a mai Pordenone és Udine megye területét, a régi Venezia Giuliából csak a mai Trieszt megyét csatolták az újonnan létrejött régióhoz, a többi terület jugoszláv fennhatóság alá került.

### A második világháború utáni időszak, gazdasági fellendülés és az autonomista mozgalmak megerősödése
A háború utáni időszakban, az 1960-as években komoly gazdasági fejlődés ment végbe Venetóban, amely főleg a kis és középvállalkozásokat támogató gazdaságpolitikának volt köszönhető, ekkor alakult meg többek közt Trevisóban a Benetton-csoport. Ugyanakkor az állam ezt felismerte növelte a vállalkozások adóterheit, hogy az elmaradott és korrupt dél-olasz tartományok gazdasági problémáit tudják megoldani. A régióban időközben megalakult a Venetói Regionalista Autonómiai Mozgalom, amely Veneto, mint közigazgatási régió elismerését követelte. 1970-ben a közigazgatási reform következtében több más régióban, így Veneto régió közigazgatási egységként jön létre és Venetónak is lett regionális tanácsa (consiglio regionale), amely a regionális törvényhozó szerv szerepét látja és lett regionális kormányzósága (giunta regionale), amely a végrehajtó hatalmat gyakorolja.
Az 1970-es években mindezek ellenére tovább erősödtek az autonomista mozgalmak: előtérbe került a velencei nyelv és történelem ápolása, így jött létre 1979 decemberében a Venetói Liga, amely az Északi Liga elődje volt.
1990-es években megalakult a Veneto Legderűsebb Kormánya (Veneteo Serenissimo Governo, becneveükön: Serenissimi ) néven egy szeparatista csoport, amely Veneto régió és Velence függetlenségét követelte Olaszországtól. 
1996. augusztusában egy kongresszusukon kikiáltották Veneto függetlenségét, majd 1996. szeptember 15-én az Északi Liga Velencében kikiáltotta Padania függetlenségét. 
A mozgalom több alkalommal is jelentkezett kalózrádió és televízió adásokkal: 1997. március 17-én 20 órakor a Rai Uno TG1 híradóját Veneto déli részén és Emilia-Romagna egyes részein nem lehetettt fogni, mert a Rai Uno sávján a mozgalom kalózadása volt látható. 
Legemlékezetesebb akciójuk 1997. május 9.-i hajnalra történt, amikor a mozgalom néhány fegyveres tagja elfoglalta Velencében a Szent Márk teret és Campanile harangtornyot.
Egyes venetisták úgy vélik, hogy a venétek az olasztól különálló nemzetnek számítanak. A mozgalom radikális képviselői az 1866-os népszavazás eredményét is kifogásolják, amellyel a régió az Olasz Királyság részévé vált és ugyanígy megkérdőjelezik az 1946-os népszavazást is amivel megszületett az Olasz Köztársaság.
2014 júniusában a Venetói Regionális Tanács nagy többséggel fogadott el egy olyan törvényt, amely lehetővé teszi a függetlenségről szóló népszavazás kiírását. 2014 júliusában a regionális kormányzóság jóváhagyta a törvénymódosítást 1331/2014-es regionális törvény néven. 2015. június 24-én az olasz Alkotmánybíróság alkotmányellenesnek minősítette a tervezett népszavazást, mert alkotmányban rögzített az olasz egységes állam.

## Politikai pártok
A régió függetlenségi törekvéseit képviselő pártoknak nagy segítséget jelentett, hogy 1970-ben Veneto régió intézményesen létrejött. 1979 és 1991 között a Venetoi Liga képviselte ezen törekvéseket, majd 1991-től helyét az Északi Liga vette át, amely az 1996-os olaszországi parlamenti választásokon több mint 30%-ot ért el a régióban.